# Лейкфилд (национальный парк)
Лейкфилд (англ. Lakefield National Park) — национальный парк в районе Кук, Квинсленд, Австралия. Находится в восточной части полуострова Кейп-Йорк. Площадь Лейкфилда составляет 5,370 км2. Основан в 1979 году.

## География
Национальный парк Лейкфилд занимает территорию 5 370 км2 и находится в восточной части полуострова Кейп-Йорк. Расстояние до Кэрнса составляет 410 километров. Северная часть парка омывается водами Кораллового моря. 

Карта национального парка (англ.)
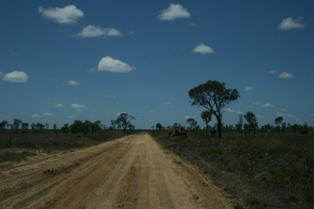
Дорога в национальном парке

## Климат
Средняя температура составляет 25 °C. Самый теплый месяц — ноябрь при средней температуре 30 °C, а самый холодный — февраль при средней температуре 22 °C. Среднее количество осадков составляет 1296 миллиметров в год. Самый влажный месяц — январь (341 мм осадков), а самый сухой — август (2 мм осадков).

## Фауна
Национальный парк известен большими популяциями водоплавающих и околоводных птиц, таких как австралийский журавль , индийский журавль , азиатский ябиру, гребенчатая якана и полулапчатый гусь.
Многие виды животных, обитающие в парке, находятся под угрозой исчезновения. Среди них золотоплечий плоскохвостый попугай, тростниковый астрильд и Lagorchestes conspicillatus.